# خانه متحرک
خانه متحرک (به فرانسوی: La maison à vapeur) که در فارسی با نام مهاجمان و فیل آهنین هم ترجمه شده‌است کتابی است ماجراجویانه از ژول ورن نویسنده شهیر فرانسوی که برای نخستین بار در سال ۱۸۸۰ چاپ شد.
این کتاب، داستان سفر گروهی از مستعمره‌نشینان بریتانیایی در راج بریتانیا را بازگو می‌کند. این سفر درون یک خانه چرخدار انجام می‌شود که توسط یک فیل مکانیکی با موتور بخار کشیده می‌شود. ژول ورن از این خانه مکانیکی به عنوان ابزاری برای طرح داستان استفاده می‌کند تا خواننده را با خود به سفری در هند قرن نوزدهم ببرد. این توصیفات آمیخته به اطلاعات تاریخی و نقدهایی اجتماعی است.
داستان در پس‌زمینه شورش‌های ۱۸۵۷ در هند علیه حکومت بریتانیا اتفاق می‌افتد؛ هنگامی که احساسات و تأثیرات ناشی از آن همچنان در میان هندی‌ها و بریتانیایی‌ها زنده و پرحرارت است. عنوان جایگزین دیگری که برای کتاب شناخته می‌شود - «پایان نانا صاحب» – اشاره به حضور شخصیت تاریخی نانا صاحب-- رهبر شورشیان-- در کتاب دارد؛ کسی که بعد از شکست شورش ناپدید شد و سرنوشت نهایی او نامعلوم باقی ماند. ورن توضیحی تخیلی برای ناپدید شدن او ارائه می‌دهد.

## پیرنگ

### بخش اول – دیو کانپور
در تابستان سال ۱۸۶۶، در اورنگ‌آباد، دولت راج بریتانیا جایزه‌ای را برای سر نانا صاحب که تصور می‌شود در آن ایالت پنهان شده‌است، اعلام می‌کند. نانا صاحب، در جامه یک حکیم، مردی را که ادعا می‌کند چهره نانا صاحب را می‌شناسد، تعقیب می‌کند و به قتل می‌رساند. همان شب، نانا صاحب از اورنگ‌آباد می‌گریزد و همراه با برادرش، بالا رائو، و پیروانش که به ترتیب در غارهای آجانتا و غارهای الورا پنهان شده‌اند، برای در امان ماندن از نیروهای استعماری به کوهستان ویندیا عقب‌نشینی می‌کنند.
نانا صاحب، همراه با برادر و پیروانش، در دژهای کوچک مختلفی مخفی می‌شود که به آن‌ها «پال» گفته می‌شود. او عمدتاً درون «پالِ تندیل» به سر می‌برد. برادرش بالا رائو که از لحاظ چهره و قامت شباهت فوق‌العاده‌ای به نانا صاحب دارد، تحقیقی را در مورد ساکنین دژ انجام می‌دهد و بر اساس گفته‌های اهالی منطقه مطلع می‌شود که به جز قانون‌شکنان محلی، شورشیان و یک زن دیوانه، هیچ‌کس از وجود این مکان خبر ندارد. زن دیوانه با نام زبانه آتش در منطقه شناخته می‌شود، چرا که در بیابان‌های دره نارمادا همراه با یک مشعل روشن پرسه می‌زند. مردم محلی این زن مرموز را محترم می‌شمرند و به او خوراک و پوشاک می‌دهند. نانا صاحب از این مکان مخفی به عنوان سنگر برای جنبش مقاومت استفاده می‌کند و به‌طور مخفیانه با سران محلی دیدار می‌کند تا آن‌ها را برای قیام متقاعد کند.
در همین اثنا، در کلکته گروهی از اروپاییان در حال برنامه‌ریزی برای سفری به هند هستند. این گروه شامل بنکس، مهندس راه‌آهن؛ ماوکلر، ماجراجوی فرانسوی و راوی بیشتر بخش‌های داستان؛ کاپیتان هود، شکارچی که اشتیاق دارد «نیم قرن» خود را با شکار ببرها تکمیل کند؛ سرهنگ بازنشسته سر ادوارد مونرو که انگیزه او از پیوستن به این سفر پیدا کردن و کشتن نانا صاحب است تا انتقام همسرش را بگیرد، کسی که گمان می‌رود در کشتار کانپور به قتل رسیده باشد. خادمانی که همراه آن‌ها هستند نیز عبارتند از: گروهبان مک نیل، خدمتکار وفادار مونرو؛ فاکس، خدمتکار وفادار کاپیتان هود و همکار شکارچی اش که ۳۷ ببر را به هلاکت رسانده؛ موسیو پارازارد؛ آشپز سیاه‌پوست با اصالت فرانسوی؛ استور، راننده موتور بخار بریتانیایی؛ کیلوث، یک کارگر زغال انداز آدیواسی و گوتیمی، نوکر وفادار گورخایی سرهنگ مونرو.
بنکس، مهندس، ماشینی را که اختراع کرده‌است معرفی می‌کند: یک فیل مکانیکی با موتور بخار که دو واگن راحت را می‌کشد. این واگن‌ها تمامی امکانات رفاهی یک خانه از قرن ۱۹ را دارند. این ماشین می‌تواند بر روی زمین راه برود و با استفاده از چرخ‌های پارویی تعبیه شده در کناره‌هایش از روی رودخانه‌ها عبور کند. این فیل بخاری «بهموت» نامگذاری شده و به همراه دو کالسکه متصل به آن در مجموع «خانه بخار» خوانده می‌شود. واگن اول توسط آقایان و دیگری مخصوص خدمتکاران استفاده می‌شود. آن‌ها سفر خود را از کلکته آغاز کرده، از شهر فرانسوی چندنگر و باردامن، پتنه و چیترا عبور می‌کنند و به گایا (هند) می‌رسند، جایی که از معابد مختلف هندو و بودایی و گهات (پله‌های کنار رود) بازدید می‌کنند. در راه بنارس، متعصبان هندو که خانه بخار را ارابه خدای خود می‌دانند راهشان را سد می‌کنند.. بنکس با هدایت بخار خروجی اگزوز به سمت آن‌ها موفق به ترساندنشان می‌شود. در بنارس، بنکس و ماوکلر متوجه مردی می‌شوند که آنها را مخفیانه تعقیب می‌کند اما تصمیم می‌گیرند این موضوع را به سرهنگ اطلاع ندهند. از بنارس، آنها به الله‌آباد سفر می‌کنند، جایی که می‌فهمند گفته می‌شود نانا صاحب پس از درگیری در گذرگاه‌های کوه‌های ساتپورا (رشته کوهی در هند) کشته شده‌است. سرهنگ مونرو با شنیدن این خبر شوکه می‌شود، چرا که قصد داشت شخصاً انتقامش را بگیرد. پس از درخواست مونرو تصمیم می‌گیرند از کان‌پور عبور کنند. در آنجا سرهنگ به شکل احساسی از خانه قدیمی خود و چاهی بازدید می‌کند که احتمال داده می‌شود محل دفن خانم مونرو و دیگر قربانیان قتل‌عام باشد. این گروه تصمیم می‌گیرند به سمت جنگل‌های شمالی سفر کنند و فصل باران‌های موسمی جنوب آسیا را با شکار حیوانات وحشی در آن منطقه بگذرانند. در مسیر ترائی (منطقه ای در جنوب نپال) آن‌ها در رقابت با بهموت، بر سه فیل متعلق به شاهزاده‌ای متکبر از مردم گجراتی غلبه می‌کنند. در نزدیکی ترائی، گرفتار طوفان مهیبی می‌شوند و گوتامی پس از آنکه توسط صاعقه مورد اصابت قرار می‌گیرد به سختی از مرگ نجات می‌یابد. مردی که به‌طور پنهانی خانه بخار را تعقیب می‌کرد، با نانا در بهوپال دیدار کرده و برنامه‌های بعدی ساکنان خانه بخار را به او اطلاع می‌دهد. نانا به پیرو وفادارش کالانی دستور می‌دهد که مخفیانه وارد خانه بخار شود و آن‌ها را به نزدیکی مخفیگاه نانا صاحب بکشاند. در مسیر بازگشت به مخفیگاهشان در نزدیکی پال تندیل، نیروهای بریتانیایی به آن‌ها کمین می‌کنند، کسانی که ناخواسته توسط زن دیوانه ای به نام زبانه آتش به آن محل هدایت شده بودند. جسدی که با مشخصات ظاهری نانا صاحب مطابقت دارد پیدا می‌شود و مقامات بریتانیایی مرگ او را اعلام می‌کنند.

### بخش دوم – ببرها و خائنان
ساکنان خانه بخار در فلاتی در منطقه ترائی (منطقه‌ای در جنوب نپال) اردو می‌زنند. در طی یک سفر شکاری، آن‌ها ماتیس وان گیت، یک شکارچی حیوانات، را از تله خودش نجات می‌دهند. آن‌ها از کپر وان گیت بازدید می‌کنند، جایی که سرهنگ مونرو توسط یکی از خدمتکاران وان گیت به نام کالانی از یک مار سمی نجات می‌یابد. ساکنین خانه بخار بارها به دهکده سر می‌زنند و وان گیت را به خانه بخار دعوت می‌کنند. وان گیت سعی در به دام انداختن حیوانات دارد در حالی که ساکنین خانه بخار در پی شکار آنها هستند.
یک شب، ببرها و سایر حیوانات گوشتخوار به دهکده حمله می‌کنند. قهرمانان داستان به سختی از مرگ می‌گریزند، اما بسیاری از خدمه هندی کشته می‌شوند. بوفالوها یا توسط حیوانات درنده کشته شده‌اند یا به داخل جنگل فرار کردند. در نتیجه، وان گیت از قهرمانان داستان درخواست می‌کند تا کاروان قفس‌هایش را به نزدیک‌ترین ایستگاه راه‌آهن بکشند. پس از رسیدن به ایستگاه و بارگیری محموله خود، وان گیت و همراهان داستان از هم جدا می‌شوند. ساکنان خانه بخار کالانی را به عنوان راهنما و خدمتکار استخدام می‌کنند و از طریق هند مرکزی به سمت بمبئی حرکت می‌کنند. در خلال سفر در داخل جنگل، آنها با گله‌ای از میمون‌ها و کاروان حمل غلات مواجه می‌شوند. کالانی در کاروان با یکی از آشنایان قدیمی خود دیدار کرده و به طرز اسرارآمیزی با او گفتگو می‌کند.
در مسیر رسیدن به جبل‌پور، در داخل جنگل توسط گله‌ای از فیل‌ها محاصره و مورد حمله قرار می‌گیرند، که منجر به از دست رفتن واگن دوم می‌شود. برای فرار از گله، بنکس خانه بخار را به داخل دریاچه پوتوریا هدایت می‌کند. همه آذوقه و ملزومات همراه با واگن دوم از دست می‌رود و پس از مدتی سوخت نیز به اتمام می‌رسد، نتیجه این امر آن می‌شود که خانه بخار در وسط دریاچه شناور باقی می‌ماند. کالانی داوطلب می‌شود تا به سمت ساحل شنا کند و کمک بیاورد. سرهنگ مونرو که به او مشکوک شده خادم وفادارش گوتامی را همراه با او می‌فرستد.. هر دو به سمت ساحل شنا می‌کنند در حالی که خانه بخار به آرامی در مه ناپدید می‌شود. به محض رسیدن به ساحل، کالانی با نسیم، پیرو نانا، ملاقات می‌کند و سعی می‌کند به گوتامی حمله کند که موفق می‌شود به سرعت فرار کند. با وزش نسیم صبحگاهی، خانه بخار به سمت ساحل حرکت می‌کند. هنگامی که ساکنین پیاده می‌شوند، توسط گروهی از مردان به رهبری کالانی و نسیم مورد حمله قرار می‌گیرند که به سرهنگ مونرو حمله کرده و او را می‌ربایند. بقیه گروه با طناب بسته شده و به حال خود رها می‌شوند. سرهنگ مونرو به قلعه‌ای متروکه برده می‌شود، جایی که نانا صاحب ظاهر شده و واقعیت مرگش را برای او فاش می‌کند. فرد مرده‌ای که به عنوان نانا صاحب شناسایی شده بود، در حقیقت برادر او، بالائو رائو بوده که شباهت ظاهری زیادی با نانا صاحب داشته‌است. به دلیل این شباهت فیزیکی، مقامات بریتانیایی بالائو رائو را به اشتباه به جای نانا صاحب گرفته بودند. نانا صاحب برای گرفتن انتقام مرگ برادرش، اعضای خانواده سلطنتی آخرین پادشاهان گورکانی هندبهادرشاه دوم و سایر قربانی‌های سرکوب شورش‌های ۱۸۵۷ در هند توسط بریتانیایی‌ها، مرگ سرهنگ مونرو را اعلام می‌کند.
سرهنگ مونرو مقابل دهانه یک توپ بزرگ بسته می‌شود تا با طلوع آفتاب اعدام شود. نانا برای ملاقاتی به یکی از دهکده‌های اطراف می‌رود. نزدیک سپیده دم، مونرو توسط گوتامی که پس از فرار از دریاچه پوتوریا خود را در داخل توپ پنهان کرده بوده و به‌طور تصادفی نقشه‌های شورشیان را می‌شنود، نجات پیدا می‌کند. وقتی آن‌ها در حال فرار هستند، با زبانه آتش (همان خانمی که به دلیل حوادث غم‌انگیز گذشته دچار فراموشی شده‌است) مواجه می‌شوند. سرهنگ مونرو همسرش، بانو مونرو را می‌شناسد اما او که عقل خود را از دست داده سرهنگ را به یاد نمی‌آورد و حاضر نمی‌شود همراه او فرار کند. جرقه‌های ناشی از مشعل بانو مونرو باعث انفجار توپ می‌شود. مونرو و گوتامی به همراه بانو مونرو فرار می‌کنند در حالی که افراد داخل قلعه درگیر سردرگمی هستند. اما به زودی توسط کالانی و مردانش شناسایی شده و در بازگشت نانا صاحب به سمت قلعه، با او مواجه می‌شوند. گوتامی و مونرو به سرعت بر نانا و دستیارش چیره می‌شوند. در حالی که توسط مردان به رهبری کالانی مورد تعقیب هستند، با کمک سایر شخصیت‌های داستان که سوار بر بهموت هستند نجات پیدا می‌کنند. آن‌ها نانا صاحب را به اسارت گرفته و در دل جنگل تعقیب و گریز ادامه می‌یابد. کاپیتان هود و گروهبان مک نیل بسیاری از تعقیب کنندگانشان، از جمله کالانی، را از پای درمی‌آورند. در حالی که به یک پاسگاه نظامی نزدیک می‌شوند، بنکس با حرارت دادن هرچه بیشتر دیگ بخار موفق می‌شود شرایط فرار ساکنان خانه بخار را فراهم کند، نانا صاحب در این وسیله تنها مانده و بسته شده‌است. هنگامی که دشمنان به ماشین نزدیک می‌شوند، دیگ بخار منفجر شده و تمام افراد نزدیک بهموت کشته می‌شوند، اگرچه جسد نانا صاحب هرگز پیدا نمی‌شود. قهرمانان داستان توسط هنگ مستقر در آنجا نجات می‌یابند در حالی که سایر شورشیان به مناطق داخلی کشور می‌گریزند. آن‌ها از طریق راه‌آهن به سمت بمبئی و سپس کلکته حرکت می‌کنند. با مراقبت‌های سرهنگ مونرو، بانو مونرو عقل و حافظه خود را بازمی‌یابد. وقتی مونرو به هود می‌گوید که نتوانسته‌است به هدف خود از کشتن ۵۰ ببر دست یابد، هود پاسخ می‌دهد که که کالانی پنجاهمین ببر او بوده‌است.